# أنطور أرجواني داكن
أنطور أرجواني داكن (الاسم العلمي:Anthurium atropurpureum) هو نوع من النباتات يتبع جنس الأنطور من الفصيلة اللوفية.